# Alpi del Salzkammergut e dell'Alta Austria
Le Alpi del Salzkammergut e dell'Alta Austria (in tedesco Oberösterreichisch Salzkammerguter Alpen) sono una sezione delle Alpi. Secondo la classificazione SOIUSA, appartengono al settore delle Alpi Nord-orientali. La vetta più alta è lo Hoher Dachstein (2.993 m). Si trovano in Austria (Salisburghese, Stiria ed Alta Austria). 
Prendono il nome dal Salzkammergut, area austriaca di particolare pregio e dal Alta Austria, Land austriaco.

## Classificazione
Storicamente secondo la Partizione delle Alpi del 1926 questa sezione alpina era suddivisa tra le due sezioni delle Alpi Salisburghesi e delle Alpi austriache.
Secondo la SOIUSA sono una sezione alpina a sé stante.

## Suddivisione
Secondo le definizioni della SOIUSA le Alpi del Salzkammergut e dell'Alta Austria si suddividono in quattro sottosezioni e quattordici supergruppi:
- Monti del Dachstein
  - Gruppo del Gosau
  - Gruppo del Dachstein
  - Gruppo del Kemet
- Monti del Salzkammergut
  - Catena Gamsfeld-Osterhorn
  - Prealpi di Salisburgo
  - Catena Schafberg-Höllen
  - Catena Mondse-Gmundn
- Monti Totes
  - Monti Totes in senso stretto
  - Alpi Occidentali dell'Ennstal
- Prealpi dell'Alta Austria
  - Monti di Grünau
  - Monti di Kirchdorf
  - Monti di Molln
  - Monti di Sengsen
  - Monti di Neustift

## Montagne

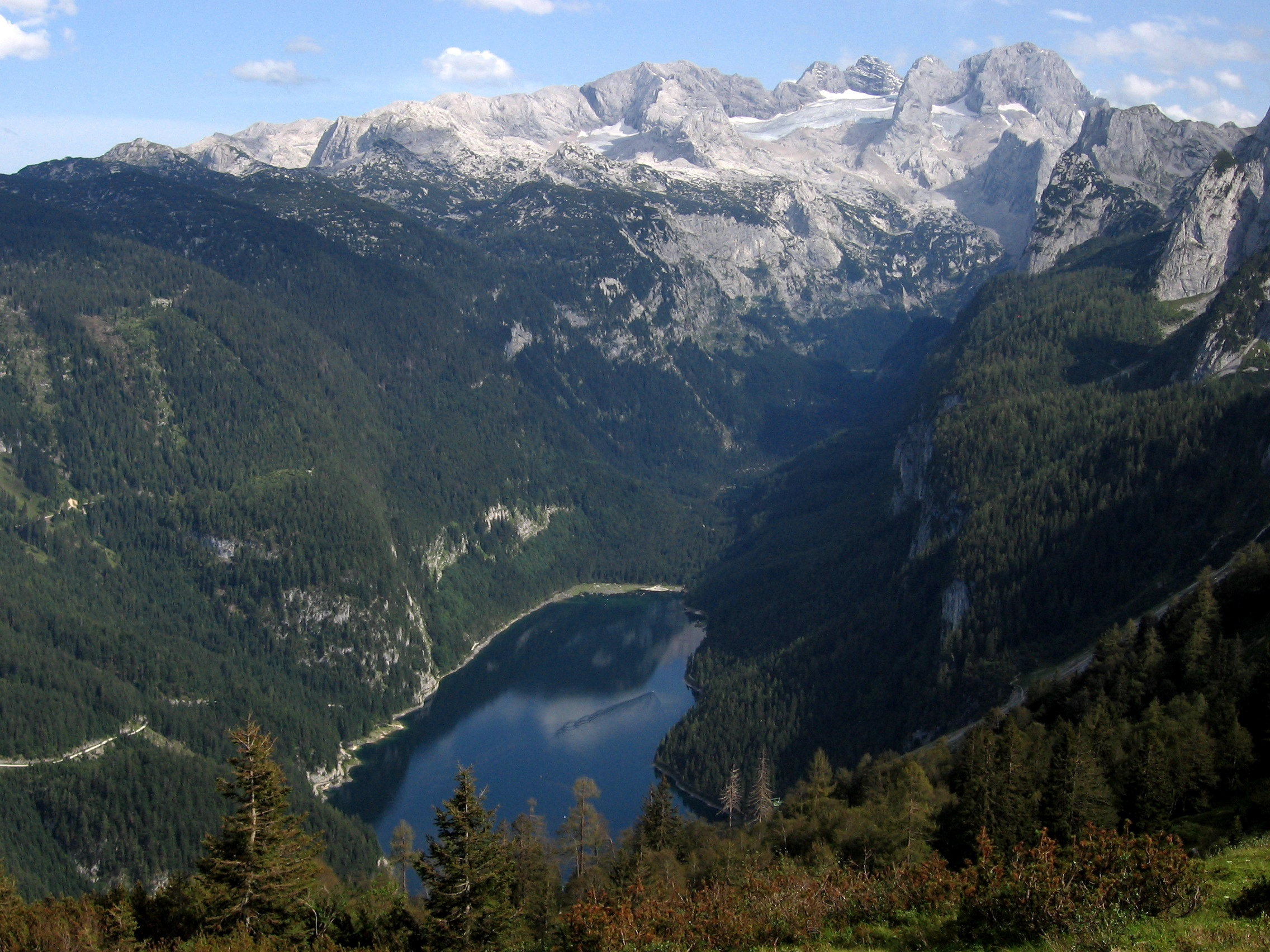
L'Hoher Dachstein.

Alcune delle vette principali sono:
- Hoher Dachstein - 2.995
- Großer Priel - 2.515 m
- Gamsfeld - 2.027 m
- Hoher Nock - 1.963 m